# دماع (علم النبات)

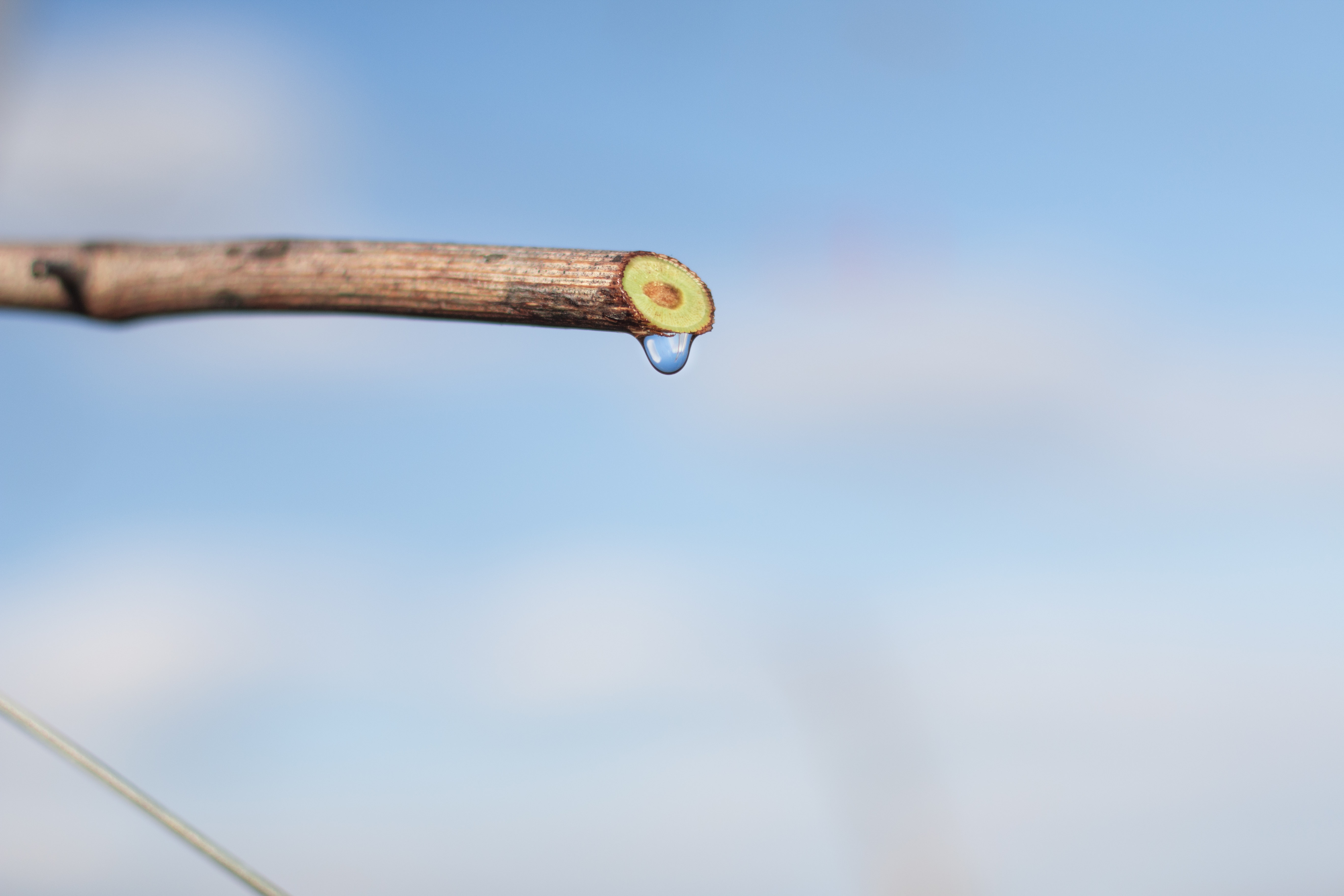
سيلان النسغ بعد القطع

الدُّمَّاع هو ما يسيل من الكرمة إذا قطعت في أيام الربيع. ويسمى كل نبات دُمَّاعًا إذا سال النسغ منه بغزارة إذا جُرح.

## معرض الصور

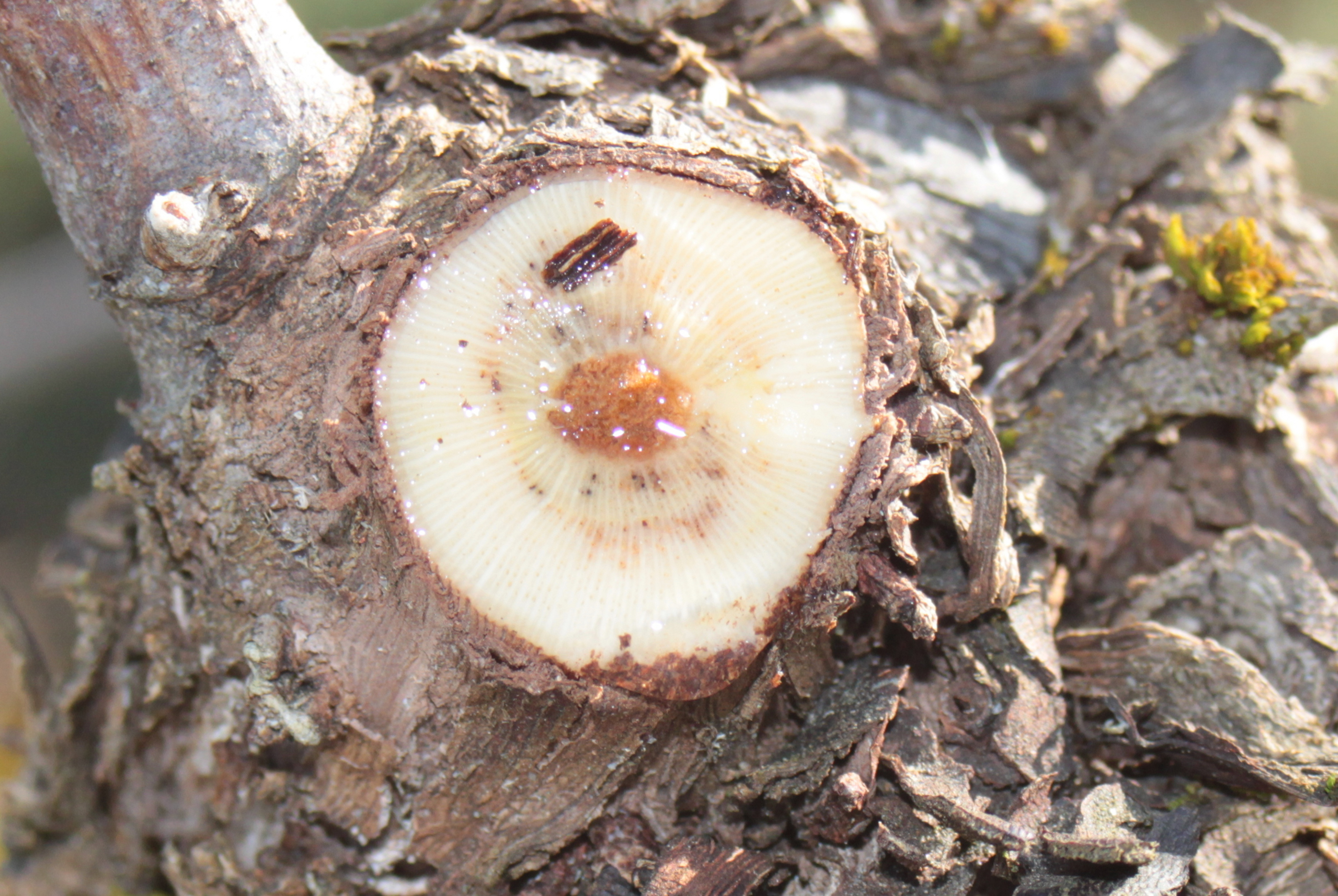

- سيلان النسغ من كرمة قطعت للتو